# Scopula nemorivagata
Scopula nemorivagata är en fjärilsart som beskrevs av Hans Daniel Johan Wallengren 1863. Scopula nemorivagata ingår i släktet Scopula och familjen mätare. Inga underarter finns listade.